# Античний театр в Охриді

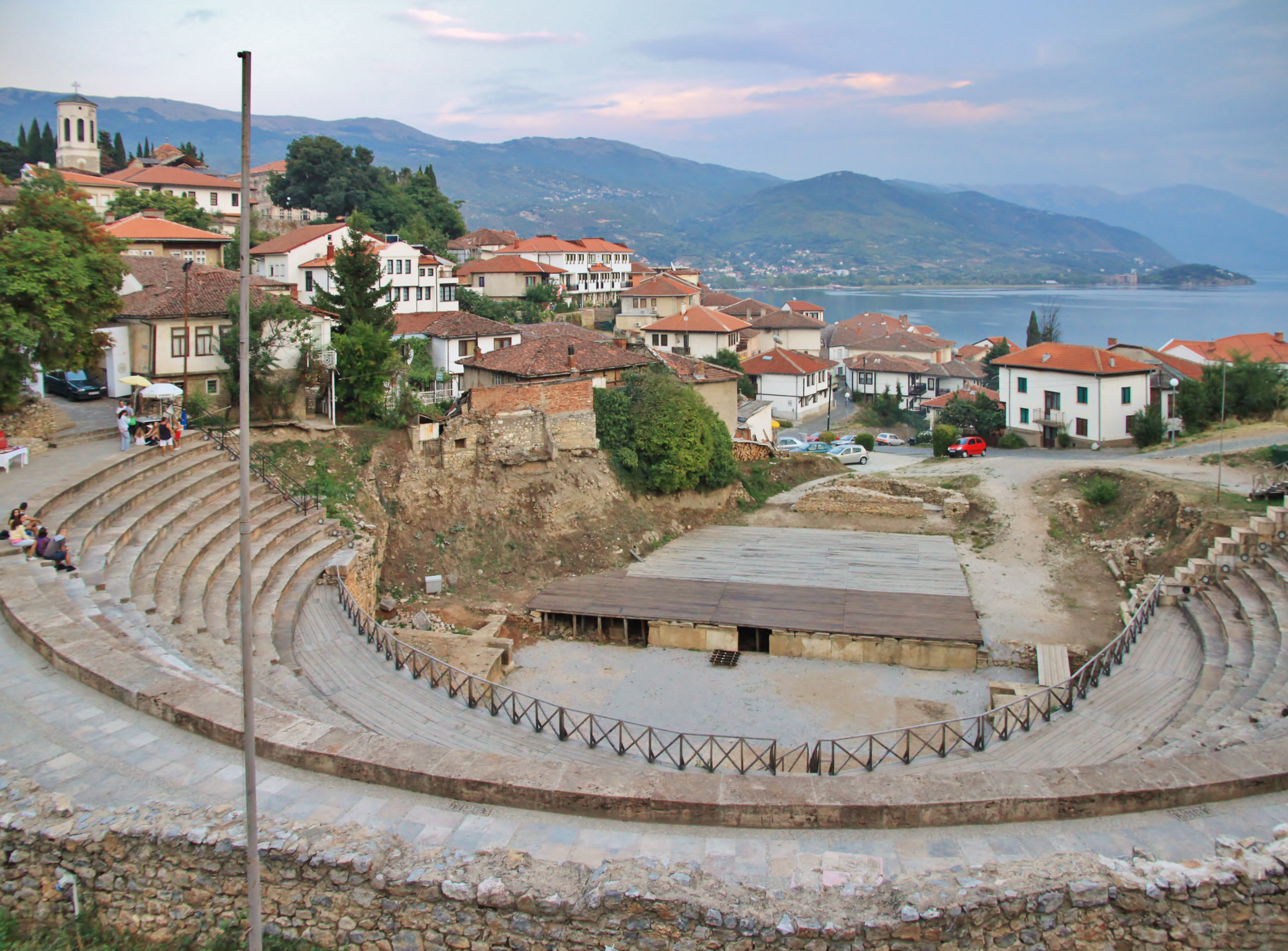
Загальний вигляд залишків театра

41°06′53″ пн. ш. 20°47′38″ сх. д. / 41.114594° пн. ш. 20.793806° сх. д.
Амфітеатр (Охрид) — античний театр (його залишки), випадково знайдений у місті Охрид, Північна Македонія.

## Історія
Античний театр у місті знайдений випадково під час будівельних робіт у 1980-і роки. Він здавна був розташований на схилах двох пагорбів. До кінця 20 століття дійшли збереженими його нижня частина і декілька напівциркульних східців для глядачів. Це не єдиний античний театр у державі, знайдені залишки театрів ще у трьох містах Македонії.
Додатковою вказівкою на давньогрецькі часи були археологічні знахідки під домівками мешканців, серед котрих і кам'яні брили з рельєфами (?) бога Діоніса та муз. Античний театр у Охриді датують від 70 року н. е. до кінця існування Римської імперії. Археологічні розкопки проводили у 1959–1960 рр. Згодом була досліджена земельна ділянка у 4000 квадратних метрів.
Дещо примітивне розпланування навело на думку, що театр у місті виник у добу еллінізма. Згодом землі Македонії захопили вояки-римляни і перетворили її на римську колоніальну провінцію. Театральні дії стародавніх греків і римлян помітно різнилися за ідеологічним навантаженням. Первісний театр у греків був тісно пов'язаний із сакральними святами на честь бога Діоніса. Згодом театр вивільнили від сакральних функцій. П'єси давньогрецьких драматургів мали на меті виховання вільного громадянина поліса і захісника держави.
Римляни використовували театр для розваг, боїв гладіаторів і боїв з дикими тваринами. Водночас театр був місцем суспільного життя, зборів, оприлюднення наказів і навіть страт.
В добу середньовіччя театр як явище культури занепав, в Охриді його завалили ґрунтом і сміттям та забули. Відомостей про суто театр у Охриді не збережено. Не збережена і кам'яна декорація за сценою.
Сучасні залишки театра реставровані і використовуються для концертів і свят. Охрид став місцем проведення Літнього фестиваля.
1980 року залишки античного театра у Охриді внесені до списків всесвітньої спадщини ЮНЕСКО.

## Галерея фото

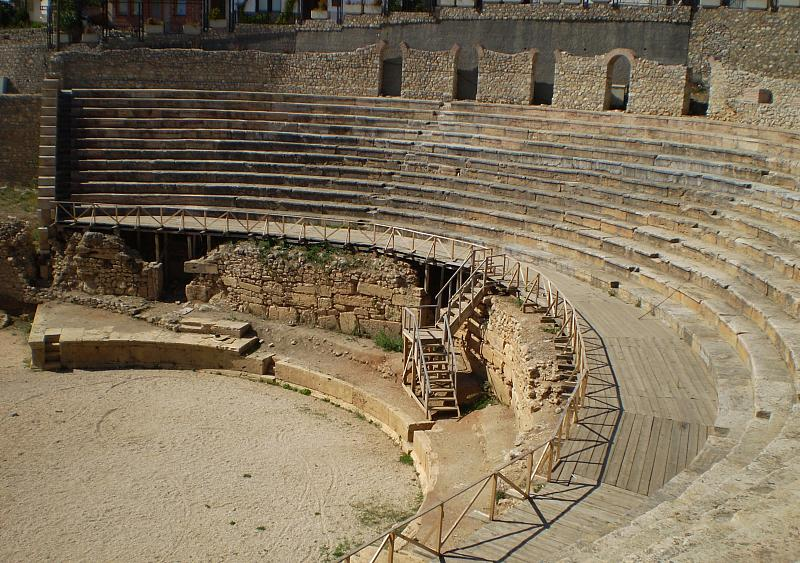

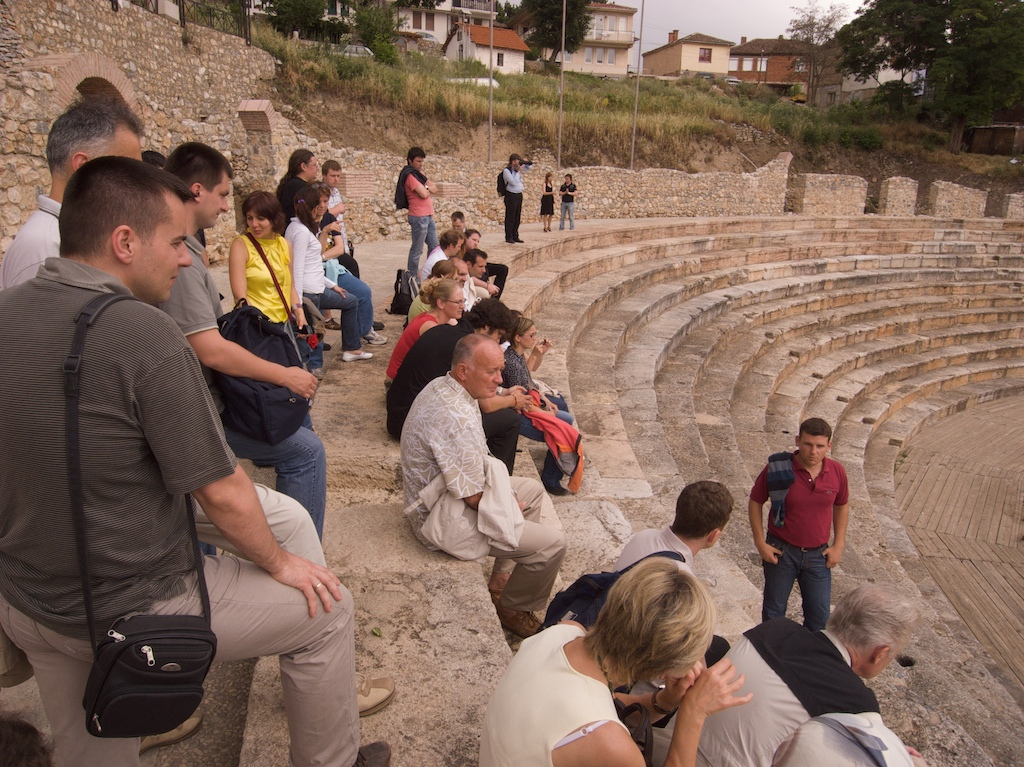
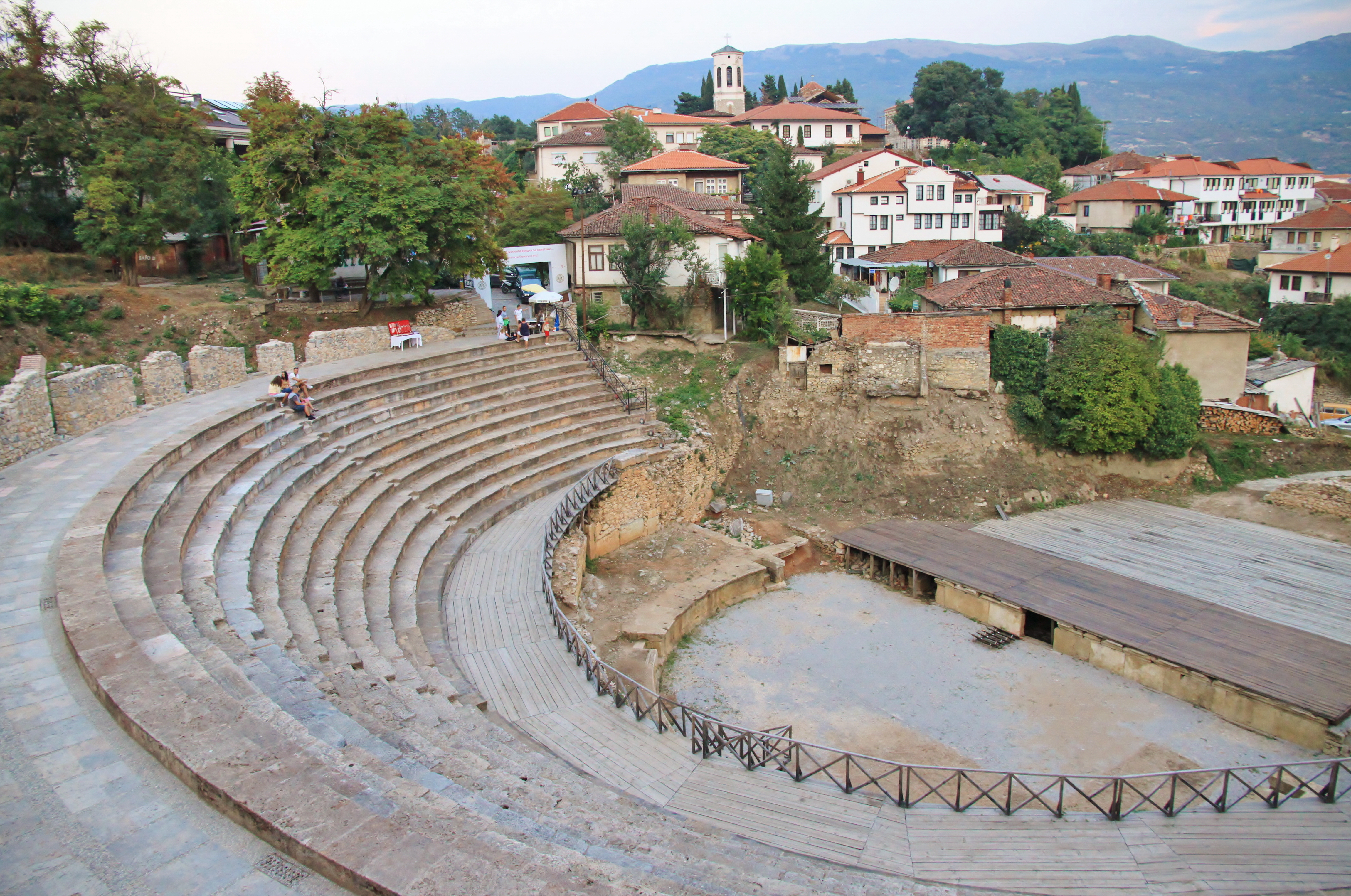
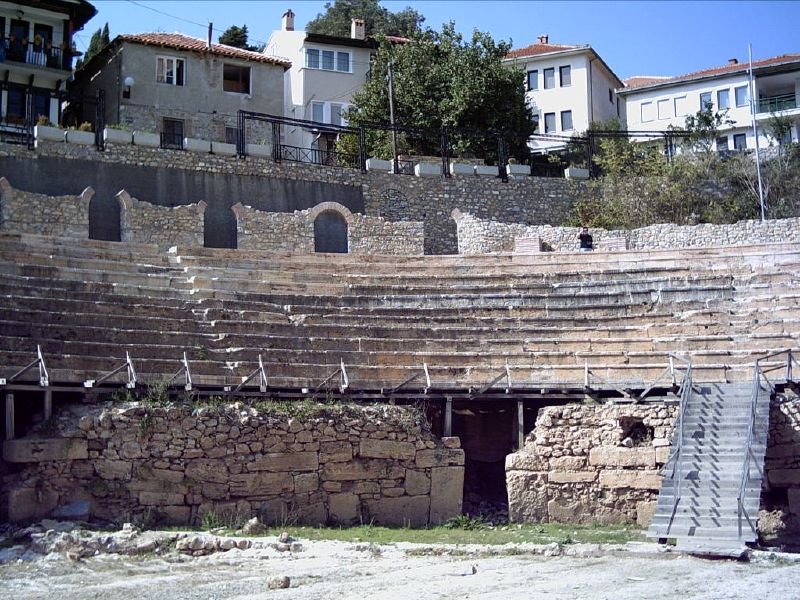
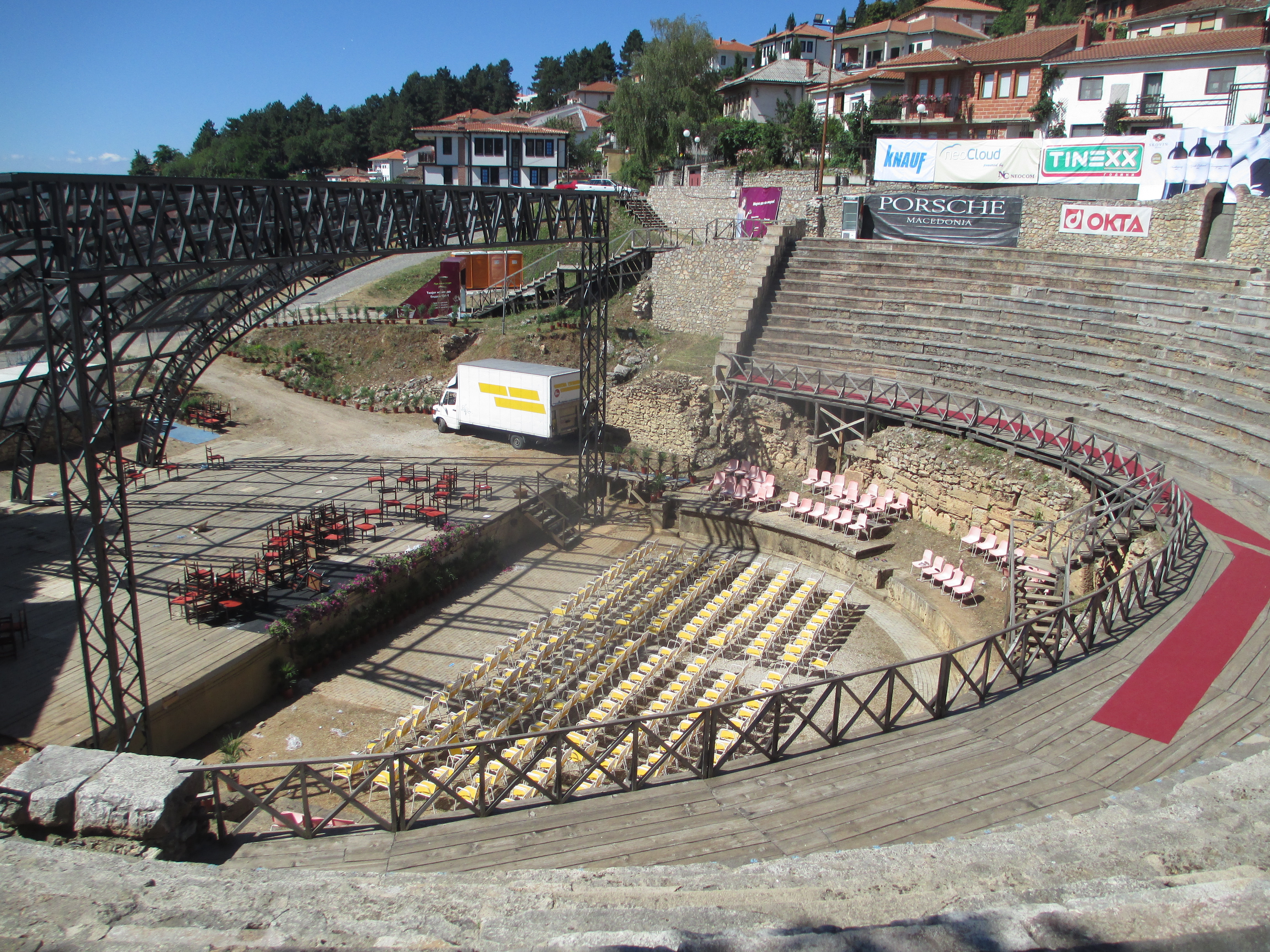

## Див. також

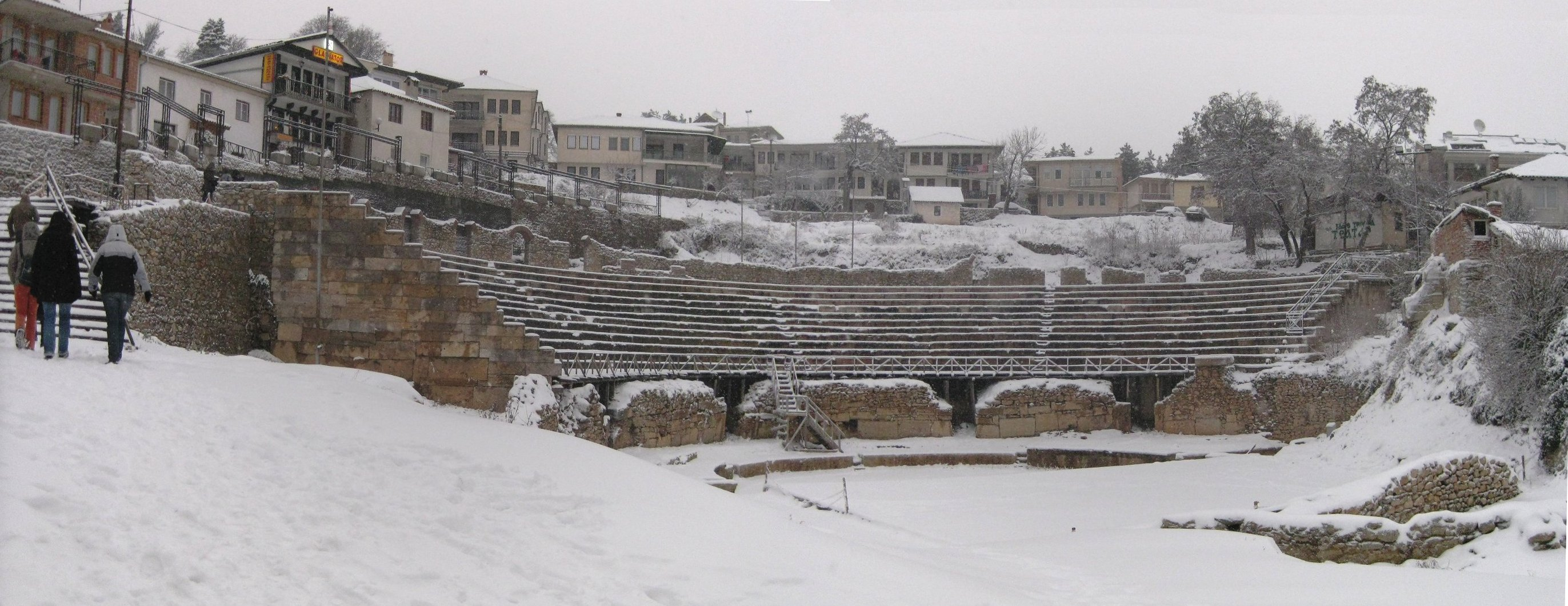
Охридський театр взимку